# Scott Cawthon
Scott Braden Cawthon (* 4. Juni 1978) ist ein ehemaliger US-amerikanischer Spieleentwickler und Roman- und Drehbuchautor. Er wurde vor allem durch die Spielereihe Five Nights at Freddy’s bekannt.

## Leben
Scott Cawthon wurde am 4. Juni 1978 in Houston im Bell County-Distrikt des US-Bundesstaates Texas geboren. Über sein Privat- und Familienleben ist nur bekannt, dass er aktuell in der Ortschaft Salado in Texas wohnt, verheiratet ist und sechs Kinder hat.

## Karriere
Scott Cawthon hatte bereits mehrere, stark christlich orientierte Animationsfilme wie Noah's Ark, The Pilgrim's Progress, A Christmas Journey und Jesus Kids Club produziert. Daneben entwickelte er zahlreiche Spiele verschiedener Genres, unter anderem: Legacy of Flan 1 – 4, There is no Pause Button!, Chipper & Sons Lumber Co. und Rage Quit!.
Der Stein des Anstoßes für die Spieleserie „Five Nights at Freddy's“ war das Spiel Chipper & Sons Lumber Co., in welchem anthropomorphe Biber ihrer alltäglichen Arbeit (nämlich Holz hacken und verarbeiten) nachgehen. Spielefans beschwerten sich vermehrt darüber, dass die Figuren in dem Spiel „wie animatronische Puppen“ aussehen würden und ihre starren Blicke, sowie ihr krampfartiges Lächeln, „leblos und furchteinflößend“ wirkten. Auch andere Spiele aus seiner Hand wurden kritisiert. Zunächst war Scott enttäuscht darüber und infolgedessen depressiv. Dann aber kam er auf die Idee, die Kritiken über animatronisch wirkende Spielecharaktere in Chipper & Sons Lumber Co. als Anregung zu einem Horrorspiel auszunutzen. Die Inspirationen zu den einzelnen Animatronics lieferten ihm berühmte, real existierende Animatronics aus diversen Vergnügungsparks und Franchise-Pizzerien (z. B. Chuck E. Cheese’s), sowie Figuren aus der Muppet-Show.
Gemäß aktuellen statistischer Aufstellungen Spiele verkaufender Portale wie Steam wurde Five Nights at Freddy's bis Juni 2015 täglich bis zu 4.694 Mal via iPhone und PC heruntergeladen, dies ergibt eine ungefähre Tageseinnahme von 12.880,00 $ (entspricht etwa 11.560,00 €). Scott Cawthon hat inzwischen dem St. Jude Children’s Research Hospital (eine bekannte Kinderklinik in Memphis, Tennessee, die speziell Kinder mit Krebs- und Leukämie-Leiden behandelt), eine Summe von 256.500,00 $ gespendet. Wäre Five Nights at Freddy's nicht ein solcher Überraschungserfolg gewesen, hätte er seine berufliche Karriere als Spieledesigner aufgeben müssen.
Daneben ist Scott Cawthon auch erfolgreicher Romanautor. Sein erstes Werk mit dem Titel Five Nights at Freddy's: Die silbernen Augen wurde Dezember 2015 veröffentlicht. Sein zweites Werk, Five Nights at Freddy's: Durchgeknallt, erschien am 27. Juni 2017. Das dritte seiner Bücher trägt den Titel The Fourth Closet und wurde am 26. Juli 2018 veröffentlicht. Auch am Drehbuch für die im Oktober 2023 veröffentlichte Verfilmung Five Nights at Freddy’s war er beteiligt.
Am 16. Juni 2021 gab Cawthon überraschend bekannt, dass er sich aus dem Franchise zurückzieht und vorerst keine Spiele mehr entwickeln wird. Als Grund gibt er selber an, dass er mit seinem größten Spieleerfolg, der Five nights at Freddy’s-Serie, überlastet sei und sich ein ruhigeres Privatleben wünsche. In öffentlichen Medien (zum Beispiel auf Twitter und Reddit) wurde jedoch bekannt, dass sein Rücktritt auch mit umstrittenen Spenden an Politiker und politisch aktive Republikaner wie Mitch McConnell und Donald Trump in Zusammenhang steht. Cawthon wurde für seine Spenden scharf kritisiert.

## Interaktion mit Fans
Cawthon gibt nur sehr selten Interviews und lässt Diskussionen um seine Spiele meist ohne erkennbares Eingreifen ablaufen. Manchmal äußert er sich jedoch auf Diskussionsforen über die Spielereihe zu Fragen von Fans, meistens ohne Konkretes über die Reihe preiszugeben, vor allem wenn es um die Handlung geht.
Die Entwicklung der Spiele, über die die Fans bisher jedes Mal nur durch kryptische Teaser und Trailer auf dem Laufenden gehalten wurden, ist bei Ultimate Custom Night jedoch sehr offen gestaltet worden. Die Fans wurden von Cawthon regelmäßig über neue Spielinhalte informiert, sobald er sie hinzugefügt hatte.
Cawthon ist außerdem dafür bekannt seine Fans oft absichtlich in die Irre zu führen, weshalb er oft als Troll bezeichnet wird. Beispielsweise gab er zu mehreren Five-Nights-at-Freddy's-Teilen „Demoversionen“ heraus, die sich beim Spielen als völlig andere Spiele entpuppten, denen nur einige Grafiken der Five-Nights-at-Freddy's-Reihe hinzugefügt wurden, oder er gab seinen Geburtstag als 31. Februar aus.

## Werke

### Spiele
| Name                                                       | Genre                   | Erscheinungsjahr |
| ---------------------------------------------------------- | ----------------------- | ---------------- |
| Floppy Disk                                                | Shoot ’em up            | 1995             |
| RPG Max                                                    | Rollenspiel             | 2002             |
| Dinostria                                                  | Rollenspiel             | 2003             |
| Elemage                                                    | Rollenspiel             | 2003             |
| Gunball                                                    | Shoot ’em up            | 2003             |
| Legacy of Flan                                             | Rollenspiel             | 2003             |
| Legacy of Flan 2: Flans Online                             | Rollenspiel             | 2003             |
| Legacy of Flan 3: Storm of Hades                           | Rollenspiel             | 2003             |
| Lost Island                                                | Action                  | 2003             |
| Mega Knight                                                | Rollenspiel             | 2003             |
| Dank Knight                                                | Action                  | 2003             |
| Phantom Core: The Moon Mission                             | Action                  | 2003             |
| RPG Max 2                                                  | Rollenspiel             | 2003             |
| Ships of Chaos                                             | Shoot ’em up            | 2003             |
| Stellar Gun                                                | Shoot ’em up            | 2003             |
| War                                                        | Shoot ’em up            | 2003             |
| Flanville                                                  | Action                  | 2004             |
| Junkyard Apocalypse                                        | Action                  | 2004             |
| Moon Minions                                               | Rollenspiel             | 2004             |
| Chup's Quest                                               | Action                  | 2005             |
| Flanville 2                                                | Action                  | 2005             |
| Legend of White Whale                                      | Rollenspiel             | 2005             |
| Metroid: Ripped Worlds                                     | Action                  | 2005             |
| Bogart                                                     | Action                  | 2006             |
| Bogart 2: Return of Bogart                                 | Action                  | 2006             |
| The Misadventures of Sigfrid the Dark Elf on Tuesday Night | Action                  | 2006             |
| Weird Colony                                               | Rollenspiel             | 2006             |
| Legacy of Flan 4: Flan Rising                              | Rollenspiel             | 2007             |
| M.O.O.N.                                                   | Action                  | 2007             |
| The Desolate Room                                          | Rollenspiel             | 2007             |
| Iffermoon                                                  | Shoot ’em up            | 2008             |
| The Powermon Adventure!                                    | Rollenspiel             | 2010             |
| Doomsday Picnic                                            | Action                  | 2011             |
| Slumberfish!                                               | Puzzlespiel             | 2011             |
| Slumberfish!: Catching Z's                                 | Puzzlespiel             | 2011             |
| The Pligrim's Progress                                     | Rollenspiel             | 2011             |
| Fighter Mage Bard                                          | Rollenspiel             | 2012             |
| The Desolate Hope                                          | Action‐Rollenspiel      | 2012             |
| There Is No Pause Button!                                  | Jump ’n’ Run            | 2012             |
| Use Holy Water!                                            | Shoot ’em up            | 2012             |
| 20 Useless Apps                                            | Puzzlespiel             | 2013             |
| Aquatic Critters Slots                                     | Puzzlespiel             | 2013             |
| Bad Waiter Tip Calculator                                  | Puzzlespiel             | 2013             |
| Chipper and Sons Lumber Co.                                | Action                  | 2013             |
| Cropple                                                    | Puzzlespiel             | 2013             |
| Forever Quester                                            | Action                  | 2013             |
| Golden Galaxy                                              | Action                  | 2013             |
| Mafia! Slot Machine                                        | Puzzlespiel             | 2013             |
| Pimp My Dungeon                                            | Action‐Puzzlespiel      | 2013             |
| Platinum Slots Collection                                  | Puzzlespiel             | 2013             |
| Rage Quit                                                  | Jump ’n’ Run            | 2013             |
| Scott's Fantasy Slots                                      | Puzzlespiel             | 2013             |
| Spooky Scan                                                | Puzzlespiel             | 2013             |
| Vegas Fantasy Jackpot                                      | Puzzlespiel             | 2013             |
| Vegas Fantasy Slots                                        | Puzzlespiel             | 2013             |
| Vegas Wild Slots                                           | Puzzlespiel             | 2013             |
| 8-Bit RPG Creator                                          | Puzzle‐ und Rollenspiel | 2014             |
| 8-Bit RPG Creator: Cuddly Creatures                        | Puzzle‐ und Rollenspiel | 2014             |
| 8-Bit RPG Creator: Zombies Attack                          | Puzzle‐ und Rollenspiel | 2014             |
| Bible Story Slots                                          | Puzzlespiel             | 2014             |
| Chubby Hurdles                                             | Jump ’n’ Run            | 2014             |
| Dark Prisms                                                | Puzzlespiel             | 2014             |
| Fart Hotel                                                 | Wimmelbild              | 2014             |
| Five Nights at Freddy's                                    | Survival Horror         | 2014             |
| Five Nights at Freddy’s 2                                  | Survival Horror         | 2014             |
| Gemsa                                                      | Puzzlespiel             | 2014             |
| Hawaiian Jackpots                                          | Puzzlespiel             | 2014             |
| Jumbo Slots Collection                                     | Puzzlespiel             | 2014             |
| Kitty in the Crowd                                         | Wimmelbild              | 2014             |
| Magnum Slots Collection                                    | Puzzlespiel             | 2014             |
| Pogoduck                                                   | Jump ’n’ Run            | 2014             |
| Shell Shatter                                              | Puzzlespiel             | 2014             |
| Sit 'N Survive                                             | Survival                | 2014             |
| V.I.P. Woodland Casino                                     | Puzzlespiel             | 2014             |
| Five Nights at Freddy’s 3                                  | Survival Horror         | 2015             |
| Five Nights at Freddy’s 4                                  | Survival Horror         | 2015             |
| FNaF World: Halloween Edition                              | Rollenspiel             | 2015             |
| FNaF: World                                                | Rollenspiel             | 2016             |
| Five Nights at Freddy’s: Sister Location                   | Survival Horror         | 2016             |
| Doofas                                                     | Shoot ’em up            | 2017*            |
| Freddy Fazbear’s Pizzeria Simulator                        | Survival Horror         | 2017             |
| Ultimate Custom Night                                      | Survival Horror         | 2018             |
| Five Nights at Freddy’s VR: Help Wanted                    | Survival Horror         | 2019             |
| Five Nights at Freddy’s AR: Special Delivery               | Survival Horror         | 2019             |
| Freddy in Space 2                                          | Jump ’n’ Run            | 2019             |
| Five Nights at Freddy’s: Security Breach                   | Survival Horror         | 2021             |
| RUIN                                                       | Survival Horror         | 2022             |
| Five Nights at Freddy’s VR: Help Wanted 2                  | Survival Horror         | 2023             |
| Five Nights at Freddy’s: Into the Pit                      | Horror                  | 2024             |

### Bücher
- Five Nights at Freddy's: Die silbernen Augen (2015)
- Five Nights at Freddy's: Durchgeknallt (2017)
- The Freddy Files (2017)
- Five Nights at Freddy's: Survival Logbook (2017)
- Five Nights at Freddy's: The Fourth Closet (2018)
- The Freddy Files: Updated Edition (2019)
- Five Nights at Freddy's: The Silver Eyes: Graphic Novel (2019)

- Five Nights at Freddy's: Fazbear Frights #1 „Into The Pit“ (2019)
- Five Nights at Freddy's: Fazbear Frights #2 „Fetch“ (2020)
- Five Nights at Freddy's: Fazbear Frights #3 „1:35 AM“ (2020)
- Five Nights at Freddy's: Fazbear Frights #4 „Step Closer“ (2020)
- Five Nights at Freddy's: Fazbear Frights #5 „Bunny Call“ (2020)
- Five Nights at Freddy's: Fazbear Frights #6 „Blackbird“ (2020)
- Five Nights at Freddy's: The Twisted Ones: Graphic Novel (2021)
- Five Nights at Freddy's: Fazbear Frights #7 „The Cliffs“ (2021)
- Five Nights at Freddy's: Fazbear Frights #8 „Gumdrop Angel“ (2021)
- Five Nights at Freddy's: Fazbear Frights #9 „The Puppet Carver“ (2021)
- Five Nights at Freddy's: Fazbear Frights #10 „Friendly Face“ (2021)
- Five Nights at Freddy's: Fazbear Frights #11 „Prankster“ (2021)
- The Freddy Files: Ultimate Edition (2021)
- Five Nights at Freddy's: Fazbear Frights #12 „Felix The Shark“ (2021)
- Five Nights at Freddy's: The Fourth Closet: Graphic Novel (2021)

### Filme
- Five Nights At Freddy's (2023)